# Beaurains Communal Cemetery
Beaurains Communal Cemetery is een begraafplaats gelegen in de Franse plaats Beaurains (Pas-de-Calais). De militaire graven worden onderhouden door de Commonwealth War Graves Commission.
De begraafplaats telt 17 geïdentificeerde Gemenebest graven uit de Tweede Wereldoorlog.